# Pedrocortesella bannisteri
Pedrocortesella bannisteri är en kvalsterart som beskrevs av Hunt 1996. Pedrocortesella bannisteri ingår i släktet Pedrocortesella och familjen Licnodamaeidae. Inga underarter finns listade i Catalogue of Life.